# اهلم
اَهلَم روستایی از توابع بخش مرکزی شهرستان محمودآباد در استان مازندران ایران است.

## جمعیت
این روستا در دهستان اهلم‌رستاق شمالی قرار دارد و براساس سرشماری مرکز آمار ایران در سال ۱۳۸۵، جمعیت آن ۱۵۴۶ نفر (۴۱۹ خانوار) بوده‌است.
اهلم تاریخی‌ترین روستای محمودآباد می‌باشد.

## تاریخ
درمنابع تاریخی و جغرافیایی، از شهری تاریخی و بندری به نام «عین‌الهم» در مازندران نام برده شده که املا و تلفظ و حتی مکان دقیق این شهر، گونه گون نقل شده‌است.
عین‌الهِم یا اَهلِم قصبه ای در شمال آمل و بندرگاه آمل بوده‌است که رودخانه هراز در آنجا به دریای مازندران وارد می‌شود. این شهر در نزدیکی ماهانه‌سر و در مصب رودخانه هراز قرار داشت. ابوعبدالله محمد بن محمد ادریسی، معروف به شریف ادریسی جغرافی‌دان مغربی که از نوجوانی مشغول سفر شد و به مناطقی همچون اسپانیا، پرتغال، فرانسه، انگلستان، ترکیه، جزیرهٔ سیسیل رفت در کتاب نُزهة المشتاق فی اِختراق الآفاق آورده‌است: و از آمل تا عین الهم بر ساحل دریا، یک مرحله است و در نزدیکی این چشمه رود آمل به دریا می‌ریزد و این منطقه الهم شهرکی است بر کران دریا جای کشتی‌بانان و جای بازرگانان می‌باشد. شهاب الدین ابوعبدالله یاقوت بن عبدالله حَمَوی، معروف به یاقوت حموی جغرافی‌دان بزرگ قرن هفتم، در کتاب معروف مُعجَمُ‌البُلْدان، نام این شهر را به دو صورت اَلْهَم و اَهْلُم آورده‌است: اَلْهَم، بر وزن احمد، شهرکی بر ساحل دریای طبرستان، بین آن و بین آمل یک منزل است. گای لسترنج خاورشناس انگلیسی در کتاب بُلدان الخلافة الشرقیه آورده‌است: بندر آمل در جایی بود که رودخانه‌اش به دریای خزر می‌رسید، و آن شهر کوچکی است که عین‌الهم گفته می‌شود. درکتاب فرهنگ جغرافیایی ایران که به سرپرستی سرتیپ حسین‌علی رزم‌آرا منتشر شد، روستایی به نام اَهلَم از توابع آمل ذکر شده که در آن زمان (سال ۱۳۲۹) جمعیتش ۳۹۰ نفر بود.اهلم توسط تیمور گورکانی در طول جنگ با مرعشیان تخریب شد.